# チャールズ・ジェンキンス
チャールズ・ロバート・ジェンキンス（Charles Robert Jenkins、1940年2月18日 - 2017年12月11日）は、アメリカ合衆国の軍人。在籍時の最終階級は陸軍軍曹（1965年）だったが、2004年の不名誉除隊処分に際し二等兵に降格されている。
下士官として朝鮮半島軍事境界線に駐留中に北朝鮮側に投降、2004年まで同国に滞在していた。北朝鮮による拉致被害者の1人である曽我ひとみと結婚しており、妻が日本への帰還を果たした後の2004年、娘達を連れて自身も日本へ亡命した。在日米軍に出頭し、軍法会議を経てアメリカ軍を退役した。

## 生涯

### 家族・生い立ち
1940年2月18日、ノースカロライナ州リッチスクエア生まれ。父クリフトン・ローズ・ジェンキンスの実家は綿花農場を営み、彼自身は製氷工場の現場監督であった。母の実家コギンズ家も綿花農場を営み、両親は幼馴染であった。1930年代初頭に結婚し、最初は双生児を死産したが、母はオリビア、アン、フェイと女児3人を産んだあとチャールズを産み、その後、妹オードリー、弟ジーンを産み、末妹パットは1950年に生まれた。父が1951年に冷却用のアンモニア中毒にかかって死亡、母は治療院で看護師として働くようになったが、数年後、ダン・キャスパーという離婚経験のある運転手と再婚、1955年には異父妹ブレンダが生まれた。子供は8人になったが、15歳になっていたチャールズはこの異父妹に特別な愛情を感じたという。
チャールズ・ジェンキンス少年は学校嫌いであったが、機械いじり、大工仕事、電気工事、修理・修繕などは大好きで得意でもあった。大柄だった実父と異なり身長は低かったが、怪力の持ち主で、スーパーマンにちなんで「スーパー」とあだ名された。高校進学は早々とあきらめており、中学時代は学校以外の時間は食料雑貨店で、夏休みには芝生を刈る仕事などで小遣いを稼いだ。

### 軍歴

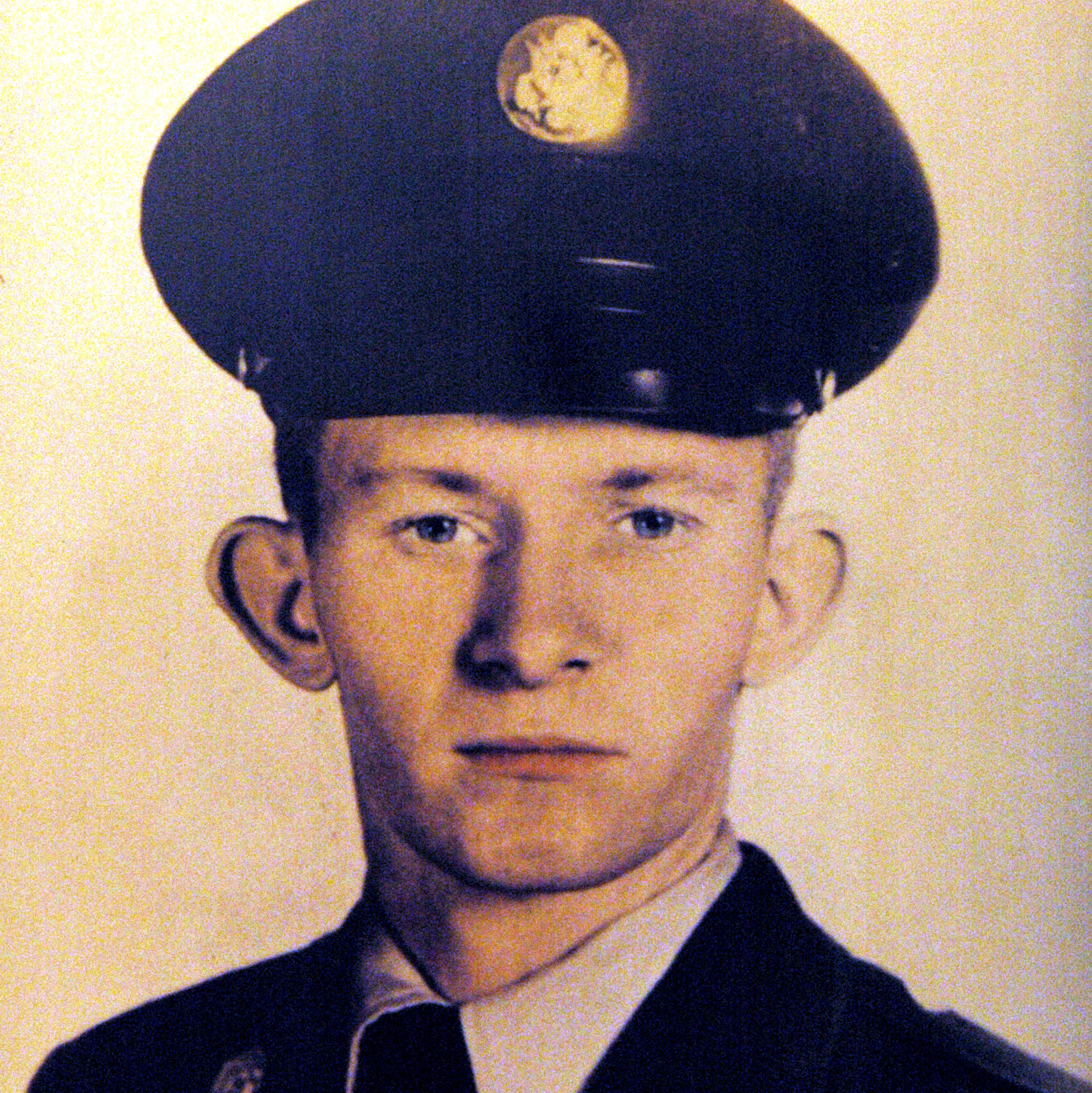
10代のチャールズ・ジェンキンス（1950年代)

中学生のとき、ノースカロライナの州兵とその訓練をみて自分もやってみたくなり、本来は18歳、親の同意書付きでも17歳にならないと州兵にはなれなかったが、出生証明書がなかったことを逆に利用して17歳と偽り、母親もあっさり同意書にサインしたので、1955年、15歳でノースカロライナ州軍に入隊志願を出し、州兵登録が受理された。
州軍には3年間所属し、訓練などがないときは自動車のディーラーで働いた。州兵になってまもなく上等兵となり、ほどなくして伍長となった。軍曹にも挑戦したが、昇進の審査委員会で「部下が戦場から離脱したらどうするか」という質問に、自分が訓練時に教わった通り答えたら落ちてしまった。しかし、ジェンキンスは連邦陸軍に入隊するつもりだったので、それほど気にしなかった。

### 韓国へ
1958年、州軍から連邦陸軍へと転属を許可され、第1機甲歩兵師団に配属され、1959年、上等兵に昇進した。韓国へいくとすぐに出世できると聞いて、親しくなった配置転換の担当者に希望を言うと、数日後には韓国行きが決まった。1960年から1961年まで在韓米軍での任務を行い、その1年で軍曹まで昇進した。
1961年から1964年までは欧州軍に配属されたが、西ドイツでの3年間は人生のなかでもすばらしい時期だったとジェンキンスは振り返っている。その後、希望を聞かれたとき、第一志望としたのは韓国への転属であった。
こうして彼は、1964年9月、再び在韓米軍に派遣された。配属されたのはアメリカ陸軍第1騎兵師団第8連隊第1大隊C中隊で、赴任先はキャンプ・クリンチであった。キャンプ・クリンチは朝鮮半島軍事境界線の非武装地帯（DMZ）に接して位置しており、駐留部隊はC中隊だけで、慢性的な過重労働と人員不足に悩まされていた。

### 逃亡
若くして軍曹に昇進して下士官の地位にあったジェンキンスは、キャンプ・クリンチで12人の兵の指揮者として分隊を任された。最初の1か月は監視や待ち伏せ偵察が任務で、充分な効果もあり任務にも満足していた。しかし、その後「ハンター・キラー・チーム」と称される偵察隊を率いてほしいといわれてから様子がおかしくなった。この偵察隊の任務は北朝鮮側を意図的に刺激するようなところがあり、きわめて危険であるばかりか、彼は内心、そうした挑発的な作戦には反対であった。上からはさかんに偵察任務に就くよう求められたが断りつづけた。そうしているうちに、1964年のクリスマス直前に在韓米軍の管理部門に勤める遠縁にあたるジョセフ・T・ジェンキンスに会う機会があり、彼から第1騎兵師団はいずれ、ベトナム戦争に派遣される予定だという情報を聞いた。
ジェンキンスは忌避したい挑発的な任務に就くか、それを免れたとしても、8月にトンキン湾事件が起きてこれから拡大することが予想されたベトナム戦争に駆り出されることになるという重圧からアルコール依存症に陥ってしまった。「ハンター・キラー・チーム」指揮の命令を拒否すれば、軍法会議にかけられ、通常より厳しい裁きが下されるように思われた。彼は、残された道は「無許可離隊」（脱走）しかないと思い詰めるようになった。
1965年1月4日、周囲の証言では夜間の警備に付く際、既に多量のアルコールを摂取していたとしている。翌1月5日の早朝、ジェンキンスは部隊に「騒音のする場所を見つけた、偵察に向かう」と告げて偵察に向かい、そのまま戻らなかった。このとき、自分の持ち物を人にやろうと思いつき、脱走のことは書かずにそのことだけを書き置きした。後にジェンキンスは、偵察任務中に朝鮮人民軍に投降して身柄を確保されていることが明らかとなった。
ジェンキンス本人は当時について軍務に不満を感じており、また「ソビエト連邦経由の捕虜交換など、早期に帰国することは難しくないと考えていた」と投降した理由について述べている。実際に西ドイツ駐留時代に東ドイツに逃亡してソ連に引き渡され、外交ルートでアメリカ本国に送還された脱走兵がいたことを彼は記憶していた。彼は、北朝鮮がソ連と外交上それほど親密ではないということを知らなかったという。
彼は北朝鮮では捕虜ではなく実質的に政治亡命者として扱われ、政治的プロパガンダにおいて西側の腐敗を強調するために喧伝された
。

### 北朝鮮での生活
騒動からしばらくは、ジェンキンスの動向はアメリカ軍を始めとして内外に秘匿され、どのような状態に置かれているのか不明という時期が続いた。北朝鮮政府はジェンキンスに主体思想を始めとしたイデオロギーを学ばせる再教育を施すなど、帰国させる意図はないことを示した。
身柄も拘束されたままで、北朝鮮にとらわれて7年間もたった1972年まで、他の3名のアメリカ国籍の人間と共に小さな家屋内での軟禁状態に置かれた。金日成の言葉を朝鮮語で暗誦させられ、常に監視され、また頻繁に拷問を加えられた。生活総和、すなわち強制的な自己批判も毎週させられた。ジェンキンスは、友人と呼んでもよいような義侠心のある人物も2､3人いるにはいたが、北朝鮮の人間のほとんどは、けちな権威主義と愚かしいほどの臆病さを掛け合わせたような、目もあてられない連中ばかりだったと回顧している。
ジェンキンス自身は「すぐに自らの行いを懺悔した」と告白している。彼は自らをふりかえって、「要するに、私を脱走へ駆り立てたさまざまな理由は、若く、絶望し、見当違いをしている何千人という兵士たちが毎年逃亡するのと同じ理由だった。私は共産主義のシンパだったわけでもなければ、北朝鮮に愛着を持ったり亡命しようと意図したこともなかったのだ。言い訳をするつもりはない。軍隊から脱走したのは卑劣な罪であるし、部下を見捨てたこともリーダーとしては全く最悪の行為だった」と記し、そのうえで説明しておきたいこととして「私はあまりにも無知だった。一時的に身を寄せようとしていた国が、文字どおり常軌を逸した巨大な監獄であることを理解していなかった」と述べている。

#### 同居人たち
北朝鮮に入ったジェンキンスは10日以上尋問を受けたあと、1965年1月末には身柄を平壌の寺洞区域に移され、すでにそこにいた脱走兵たち（ドレスノク、パリッシュ、アブシャー）たちと合流させられた。アブシャーは不在で大腸炎で入院していた。ドレスノクとパリッシュからは質問攻めにあった。どうして軍曹であるジェンキンスが脱走したのか聞かれたので「ベトナムに行きたくなかった」と答えると、ドレスノクは「あなたは片足を煮え湯の鍋に突っ込んでいたのかもしれないが、ここへ来たら火の中に飛び込んだも同然だ」と話した。数日後、入院しているアブシャーと面会すると、彼は顔を合わすなりジェンキンスに金は持っているかと尋ねた。
1965年6月、ジェンキンスらは寺洞から万景台区域へと移された。万景台に移って間もなく、アブシャーが退院して加わったが、ドレスノクはさっそくアブシャーの性格の弱さに付け込んでこき使った。ドレスノクは着ていた服を投げ出しては拾えだの洗えだのと命じ、アブシャーはその通りにやってしまう。身長196センチ、体重120キログラムという巨漢の彼は生まれついてのガキ大将タイプで、見かねたジェンキンスがアブシャーにドレスノクの言うことをきくのはやめろと言い、さらに洗濯を拒んだアブシャーにドレスノクが詰め寄ったとき、ジェンキンスはドレスノクに先制パンチを食らわした。その後、アブシャーがいじめられることはなくなったが、ドレスノクとジェンキンスの荒々しい関係の始まりになった。
1966年春、配給が乏しくなってきたとき、配給担当の者が品不足のため肉の缶詰が配給できないと伝える一方、豚1匹を連れてきたことがあった。4人は春から夏にかけて豚1匹を太らせるために悪戦苦闘したが、晩秋になってようやく肥えてきて、肉の保存に適した寒冷な気候になったとき幹部たちの一団がやってきて彼らの目の前で解体しだした。アブシャーが罵り声を挙げて銃口を突き付けられた。その場はアブシャーが謝罪して収まったが、さすがに4人は収まらず、朝鮮労働党本部へ行って指導員が配給品を横流ししていると訴えた。
さらに、ソ連大使館がすぐ先に見えたので、亡命を申請したがこれは失敗に終わった。その後4人は、1967年秋には太陽里の新しい住居に移った。1969年3月、4人は貨泉の家に移った。

#### 市民権を得る
1972年6月30日、北朝鮮の市民権が与えられた。4人のアメリカ人はばらばらにされ、ジェンキンスとドレスノクは勝湖区域立石里に移り、それぞれ家と料理人が与えられた。パリッシュとアブシャーには、その後、7年間も会えなかった。
料理人は監視役を兼ねていた。最初は、リ・スンジという女性であったが、彼女は「米国人のような犬のために料理するのはごめんだわ」と宣告し、果たしてその通りほとんど料理はしなかったし、掃除もしなかった。性格的にも合わなかった。当初はいろいろと脅迫してきたが、彼女は養蜂箱を持っていて蜂蜜を現金に交換し、外貨商店にはジェンキンスが行って彼女の欲しいものを買ってやるという取引が成り立った。
1973年5月1日、平壌の士官学校で英語を教えるよう指示された。ここで腕に「USアーミー」の入れ墨が彫ってあったことが見つかり、この年の夏、その文字が切除された。麻酔なしでだった。北朝鮮の英語教育はイギリス英語が採用されていたため、彼の話すアメリカ英語は同国の生徒や教師に驚きをもって迎えられたという。1976年8月、士官学校が閉鎖になって英語教師の仕事が解かれた。1978年、ドレスノク、パリッシュ、アブシャーの3人が結婚した。相手はいずれも拉致被害者であった。
リ・スンジの次の料理人はコ・チュンミという女性だったが、1日1回は必ず激しい発作を起こし、机はひっくり返すし、体は痙攣を起こし、転げ回って舌をかむという具合でどうにもならなかった。この女性は「組織」に引き取ってもらうことをお願いし、1980年1月、彼女は連れ去られた。

#### 結婚
1980年6月30日、ジェンキンスの家に日本人拉致被害者の1人曽我ひとみが連れて来られた。彼女は料理人ではなかった。曽我ひとみはそれまで横田めぐみと1年半同居して、彼女から朝鮮語の初歩を習っていた。ジェンキンスはひとみに英語を教えるよう命じられていたが、当局が2人を結婚させたがっていることは明白であった。ジェンキンスは何度か彼女にプロポーズをしたが、そのたびに断られた。ようやく彼女から同意を得て、2人は出会ってから40日後の8月8日に結婚式を挙げた。しばらくして曽我ひとみは平壌商店で日本酒を買ってきた。2人は何か月もかけてそれを飲んだ。結婚式から数か月してひとみが妊娠した。そのころには、2人はいっそうお互いを愛し合うようになり、信じあい、頼りにしあうようになっていた。妊娠のニュースに2人は喜んだ。
1980年、ジェンキンスは政府の命令によって国策映画『名もなき英雄たち』への出演を命じられ、新しい登場人物「ケルトン博士」役で出演することとなった。結果としてこの映画が20年近く消息不明であった彼の姿をアメリカに伝えることになった。しかしアメリカ政府はこの事実を認めず、1996年まで「ジェンキンス軍曹の動向は不明」とする公式見解を続けた。
2人の最初の子は生まれてすぐに亡くなってしまった。その後、ジェンキンスは馬東煕大学の英語教員となった。馬東煕大学は偵察員の養成施設であった。2人は1983年に長女のロベルタ・ミカ・ジェンキンス、1985年に次女のブリンダ・キャロル・ジェンキンスの二女をもうけた。1984年、脱走アメリカ兵たちはジェンキンスの住んでいた立石里の家の横に建てた新しいアパートにそろって住むこととなった。未亡人となったアノーチャとジェンキンス一家が2階、パリッシュとドレスノクの一家が3階に住んだ。1985年、ジェンキンスは英語教員の職をようやく解かれた。やる気のない教員生活であった。

### 来日と帰国
2002年9月17日、小泉純一郎首相が訪朝し、1日だけの日朝首脳会談を開いたが、それまで「事実無根」としてきた日本人拉致被害者の存在を北朝鮮政府が公式に認めると、曽我ひとみの夫であるジェンキンスの消息も同時に明らかとなった。ジェンキンスは、日本政府が北朝鮮政府に提出したという、拉致被害者とみられる失踪者名簿のなかにひとみの名がなかったことに落ち込んだという。その後、めまぐるしく事は推移して10月15日、妻が日本に帰国を果たした。平壌国際空港への見送りには、ジェンキンス、美花、ブリンダのほか、横田めぐみの娘キム・ヘギョンのすがたもあった。そのときは、ジェンキンスもひとみ自身もすぐ北朝鮮に戻るような気持ちでいたという。
2003年春、5人の拉致被害者たちは北朝鮮には戻らないことを決め、4月14日、記者会見を開いてその意思を表明した。いずれも子供達を北朝鮮に残しての決断であった。彼らは、北朝鮮に戻ることは誰の利益にもならないと考えており、北朝鮮に抑留されている家族は無事に日本側に引き渡されるよう、日本政府が交渉をまとめてくれると信じていると語った。しかし、指導員がジェンキンスに伝えたのは、記者会見で5人は北朝鮮への帰国を認めない日本政府を非難したという嘘の内容であり、ジェンキンスはそれを信じて日本政府をたいへん恨んだし、死さえ望んだという。金日成と金正日の肖像画を指差し、「あのクソ野郎さえいなければ、今頃俺は家族そろって暮らしているはずなのだ」と叫んで同席した娘が卒倒しそうになったこともあった。
ジェンキンスと2人の娘はその後、小泉首相と会談し、小泉が「そもそもひとみさんを拉致したような国に、お返しするわけには行きません」「彼女は北朝鮮に戻りたくはないのです。あなた方に日本に来てもらいたがっているのです」と説得した。逃亡兵となっている立場もあり、北朝鮮側の監視もあってジェンキンスは日本行きを決めかねていた。小泉は、金正日総書記は行ってもよいと言っていると語ったが、日本の外交官が、まずは第三国で家族会議を開いてはどうかと提案し、それはよい考えだとジェンキンスも賛意を示した。候補地としては、中国は曽我ひとみが嫌がり、シンガポールは親米的すぎるのでジェンキンスが難色を示してインドネシアではどうかという話にまとまった。ただ、その時点でもジェンキンスはひとみは本当は北朝鮮に戻りたがっているのではないかと思っていた。
2004年、日本政府がアメリカ政府との交渉によって穏当な判決を軍法会議で行う確約を取りつけたことから、同年7月9日、治療という名目で娘2人とインドネシアへ出国し、そこで家族会議を開いた。ひとみは、自分ばかりではなくジェンキンスとジェンキンスの母親や家族のためでもあると彼を説得した。数日後、ジャカルタで40年以上話していなかった妹のパットと電話で話をした。そのとき、ジェンキンスは「このときになって初めて、それまで死人同然だった自分がまさに蘇ろうとしているのを実感した」という。ジェンキンスは相当の葛藤をかかえつつも日本行きに同意し、娘たちも最終的には同意して、7月18日、妻のいる日本に入国した。

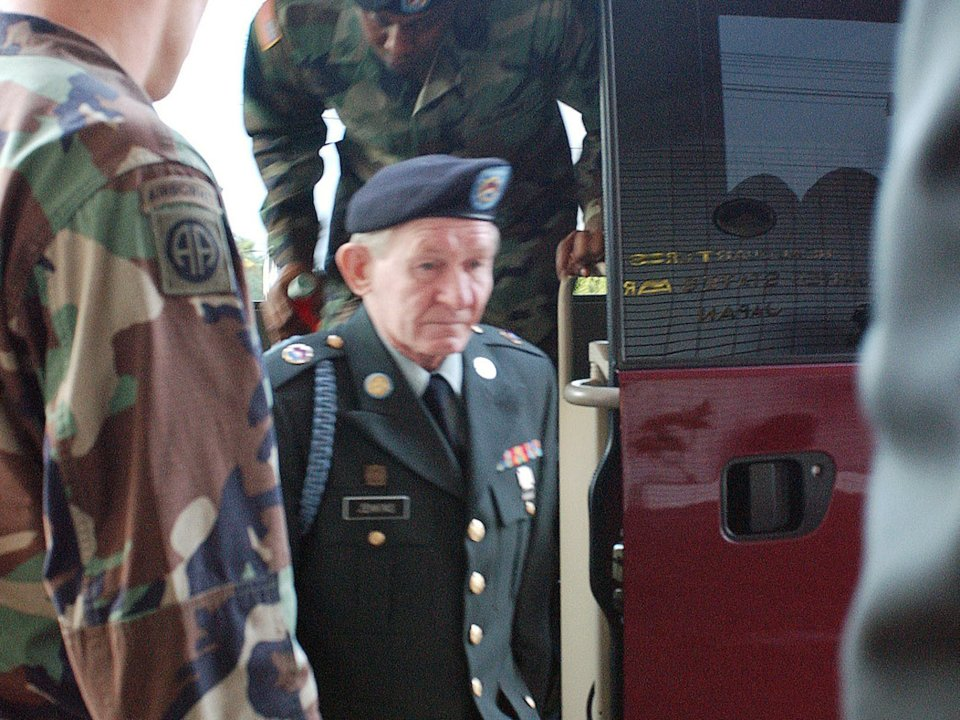
キャンプ座間に出頭したジェンキンス

2004年9月11日、ジェンキンスは在日米軍のキャンプ座間（神奈川県座間市・相模原市）へと向かい、陸軍憲兵隊長として出迎えたポール・ニガラ陸軍中佐に敬礼の上で出頭を報告し、軍人としての礼式に則った行動を示した。アメリカ軍はジェンキンスが軍の指揮下に戻ることを述べた上で、「貴方と家族がこれよりいかなる時も敬意と尊厳を持って扱われることを保証する」と宣言した。ジェンキンスの弁護人となったのはジェームズ・カルプ大尉であった。娘2人はカルプ大尉のことが大好きで、ジェンキンス自身もカルプを全面的に信頼した。11月3日、軍法会議でジェンキンスは逃亡に関する罪、及び利敵行為に関する罪を認め、合衆国軍は軍曹から二等兵に降格処分の上、不名誉除隊と禁錮30日の判決を下した。2004年11月27日、模範囚として予定よりも5日間早く釈放され、正式にアメリカ軍人としての経歴を終えた。
2005年に、93歳となっていた母を見舞うためにアメリカへと家族を連れて帰国し、初対面となる孫と母を引き合わせた。帰国後の6月14日に妻の実家がある佐渡島に居を構え、佐渡市の観光施設の職員として余生を送ることになった。2005年に自らの経験を綴った回想録『告白』を執筆、アメリカでは『望まぬ中での共産主義―逃亡と北朝鮮における40年間の懲役』として2008年3月1日に出版された。
2005年10月以降、東京郊外に下宿して英語で教えてくれる自動車教習所に通い、普通自動車免許を取得、2006年春には中型バイクの免許も取得した。40年ぶりであるうえ、交通ルールもアメリカとは異なり、初めての左側通行に苦労したという。
2008年7月15日には、日本政府から半月前に申請していた永住許可が与えられた。その際、インタビューで日本において余生を過ごしたいと答えており、娘らの事情も含めて帰化も考えていたという。

### 死去
2017年12月11日、体調が急変し自宅玄関前で倒れ病院に搬送される。同日20時52分に死去。77歳没。MRI検査によっても本当の死因は分からなかったが、死亡診断書には「致死性不整脈」と記される。

## 家族
1980年に、日本人拉致被害者、曽我ひとみと結婚。翌1981年5月10日に長男が誕生し、正飛（まさひ）と名付けられるが、一日経たずに死んでしまった。83年6月1日に長女美花（みか）、85年7月23日に次女ブリンダが生まれた。長女はひとみが、次女はジェンキンスが名付けた。次女ブリンダは、2017年にジェンキンスにとって初孫となる男児を出産した。

## 他の在朝米軍兵士
ジェンキンス以外のアメリカ軍から北朝鮮への逃亡兵として、ジェームズ・ドレスノク二等兵（1962年8月15日亡命）、ラリー・アレン・アブシャー上等兵（1962年5月28日亡命）、ジェリー・パリッシュ特技官（1963年亡命）の3名の存在が知られている。ジェンキンスによると、アブシャーは1983年7月11日に心臓発作で、パリッシュは1997年8月25日に腎臓の持病の悪化で死去し、北朝鮮政府も2007年に「既に北朝鮮国内で自然死した」と説明している。ドレスノク二等兵は2016年に死去するまで北朝鮮で暮らし、北朝鮮政府への忠誠を表明していた。ドレスノクとの確執は長く続いたが、北朝鮮生活の最後の数年には親しみさえ感じたという。ドレスノクはジェンキンスがインドネシアに旅立つ前、孤独になることを恐れているようだった。